# CodePen
CodePenは、ユーザーが作成したHTML、CSS、JavaScriptのコードスニペットのテスト、および披露をするためのオンラインコミュニティである。
オンラインのコードエディタとオープンソースの学習環境として機能し、開発者は「ペン（pens）」と呼ばれるコードスニペットを作成してテストを行うことができる。統合開発環境（IDE）とは対象的に、CodePenは主に小さなプログラムの開発、実行に使用される。主な使用例は、プログラムライブラリのテスト、バグ修正のための最小限のプログラムのテスト、コードスニペットの交換等である。また、共同開発のための機能、特にプリプロセッサ（Haml、スタイルシート言語Sass、Babelなど）や他のプロジェクトのフォーク機能などをサポートする。
CodePenは、フルスタックデベロッパのAlex VazquezとTim Sabat、およびフロントエンドデザイナーのChris Coyierによって2012年に設立された。従業員はリモートで作業し、全員が直接会うことはほとんどない。CodePenは、Webデザイナーと開発者がコーディングスキルを披露する最大のコミュニティの1つであり、推定33万人登録ユーザーと1416万人の月間訪問者がいる。